# Stepan Nikolajewitsch Chalturin

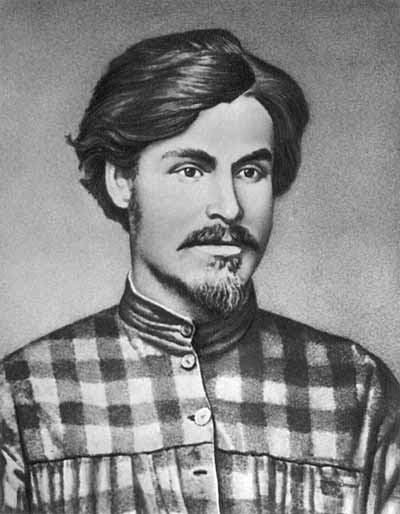
Stepan Chalturin (um 1880)

Stepan Nikolajewitsch Chalturin (russisch Степа́н Никола́евич Халту́рин; * 21. Dezember 1856jul. / 2. Januar 1857greg. in Chalewinskaja, Ujesd Orlow, Gouvernement Wjatka; † 22. Märzjul. / 3. April 1882greg. in Odessa) war ein russischer Revolutionär und Attentäter.

## Leben
Chalturin wurde in eine große wohlhabende Familie bäuerlicher Prägung geboren. Er besuchte von 1868 bis 1871 die Schule und las viel. Anschließend lernte er in den Jahren 1874/75 in Wjatka den Beruf des Kunsttischlers. Als solcher wurde er später auch für Arbeiten an der Yacht des Zaren sowie im Winterpalais engagiert. Ursprünglich hatte er vor mit einigen Freunden in die USA auszuwandern, doch da ihre Pässe gestohlen wurden, war er gezwungen in Moskau zu bleiben.
Chalturin siedelte 1875 nach Sankt Petersburg über, wo er sich in politischer Agitation betätigte. Da er im autoritären Zarentum kaum legale Möglichkeiten dazu fand, lebte er ab 1877 in der Illegalität und gründete 1878 zusammen mit W.P. Obnorski den Nordbund russischer Arbeiter. Als dieser im folgenden Jahr aufgedeckt und zerschlagen wurde, beschloss Chalturin den Kampf mit terroristischen Methoden im Rahmen der Narodnaja Wolja fortzusetzen. Am 5. Februarjul. / 17. Februar 1880greg. verübte er im Winterpalais einen Sprengstoffanschlag auf Zar Alexander II. und seine Familie, den die Zarenfamilie jedoch überlebte.
Chalturin tauchte daraufhin in Moskau unter, wo er weiterhin propagandistisch tätig blieb und in das Exekutivkomitee der Narodnaja Wolja gewählt wurde. Im Jahre 1882 brachte man ihn mit dem Mord an dem Staatsanwalt W.S. Strelnikow in Verbindung und verhaftete ihn. Er wurde kurz darauf hingerichtet.

## Nachwirkungen
Von 1923 bis 1992 trug die Kleinstadt Orlow in der Oblast Kirow, in deren Nähe Chalturins Geburtsort Chalewinskaja (heute Werchnije Schurawli) liegt, den Namen Chalturin.